# SMインベストメンツ
SMインベストメンツは、1958年創業のフィリピンパサイ市に本社を置く大手財閥企業の一つで、フィリピン証券取引所上場のコングロマリット企業である。ショッピングモールの開発と管理、小売、不動産開発、銀行業、観光業を主たる事業に据えており、フィリピン国内企業の中ではもっとも時価総額が大きい企業である。SMという社名は創業者のヘンリー・シーが創業したときは、靴屋であったことからShoe Martの頭文字から名付けられたものである。2021年現在、グループ傘下で不動産事業を展開するSMプライム及び銀行部門のBDOユニバンクもフィリピン証券取引所に上場する親子上場を行っている。

## 歴史
- 1924年、創業者のヘンリー・シーが福建省厦門にて生まれる[9]。
- 1958年、マニラにて靴屋「シューマート」を創業[9]。
- 1972年、フィリピン初のデパート「SMキアポ」をマニラにオープン[9]。
- 1985年、ショッピングモール「SMシティ・ノースEDSA」をマニラにオープン[9]。
- 1991年、「SMメガ・モール」をマニラにオープン[9]。
- 1994年、SMプライム・ホールディングスに社名変更し持株会社制に移行。同年、フィリピン証券取引所に上場[9]。
- 2001年、SMシティを、ヘンリー・シーの故郷である福建省厦⾨にオープン。中国初進出[9]。
- 2006年、SMモール・オブ･アジアをパサイ市内にオープン[9]。
- 2016年 、コンラッド・マニラを開業[9]。
- 2017年4月、フレデリック・ディブンシオが創業家以外から初めて社長に就任する[10]。
- 2019年1月、創業者のヘンリー・シーが死去[11]。死去時の総資産は推定約190億ドルで、米経済誌フォーブスによるフィリピンの長者番付では11年連続首位をキープしていた[11]。
- 2021年、フィリピン最大手物流企業のチェルシー・ロジスティクス・アンド・ホールディングスを買収[12]。

## 脚註・出典
1. ↑  “SMIC”. 2016年8月8日時点のオリジナルよりアーカイブ。 Template:Cite webの呼び出しエラー：引数 accessdate は必須です。
2. ↑  “SM Investments Corporation”. sminvestments.com. 2019年1月23日閲覧。
3. 1 2  外国企業レポート＞＞SMインベストメント（藍澤證券 2021年4月6日公表）2021年9月25日閲覧
4. ↑  “SM Company Profile (from PSE website)”. 2011年2月14日時点のオリジナルよりアーカイブ。2021年9月25日閲覧。
5. ↑  The S.M. Group International Inc., Investing Businessweek, September 25, 2010.
6. ↑  “SM Investments on the Forbes Global 2000 by Hans Sy, Jr. List” (英語). Forbes 2017年2月16日閲覧。
7. ↑  “The World’s Biggest Public Companies” (英語). Forbes 2017年2月16日閲覧。
8. ↑  フィリピン財閥、SMインベストメンツの創業者が死去【フィリピン：小売・不動産】（ASEAN JAPAN）2021年9月25日閲覧
9. 1 2 3 4 5 6 7 8 9  アセアン・オーナーズ・ファンド（為替ヘッジなし）組入銘柄紹介（損保ジャパン日本興亜アセットマネジメント　2018年10月17日作成）2021年9月25日閲覧
10. ↑  フィリピンのSMインベストメンツ、インフラ参入に前向き（日本経済新聞2017年7月20日 配信）2021年9月25日閲覧
11. 1 2  ヘンリー・シー氏死去　フィリピンの財閥創業者（産経新聞 2019年1月19日配信）2021年9月25日閲覧
12. ↑  【フィリピン】財閥ＳＭ、物流大手２ＧＯを買収［運輸］（NNA　2021年3月22日配信）2021年9月25日閲覧